# UT (motorfiets)

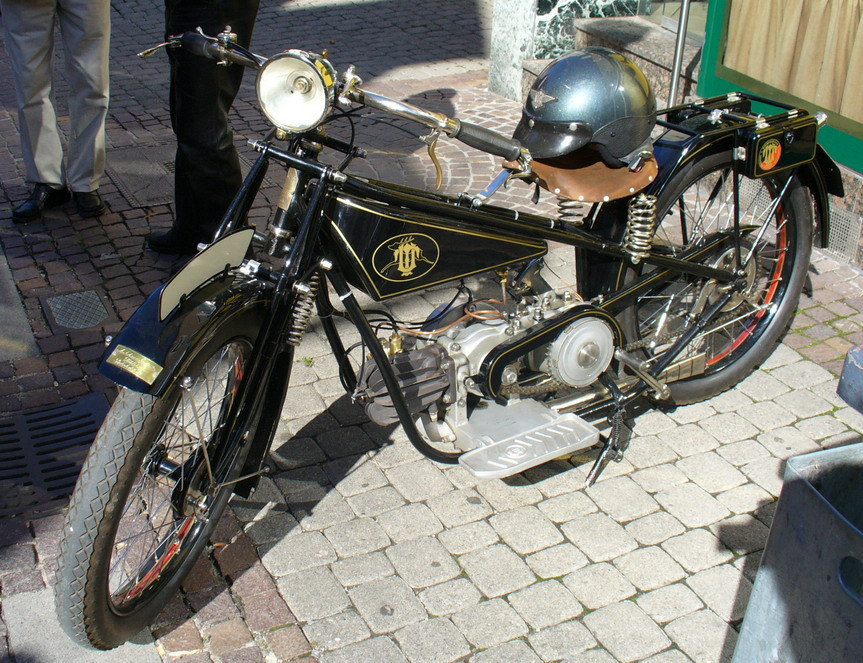
UT uit 1926

UT is een Duits historisch merk van motorfietsen.
De bedrijfsnaam was Motorradbau Hermann Scheihing, Stuttgart-Untertürkheim, later Bergmüller & Co., Maschinenfabrik, Stuttgart-Vaihingen a.d. Filder en Schwenk & Schnürle GmbH, Stuttgart-Möhringen a.d. Filder (1922-1962).
Duits motormerk dat werd opgericht door Hermann Scheihing, die zelf motorfietsen wilde bouwen die hem succes in races konden brengen. Hij bouwde machines naar Engelse voorbeelden.
Aanvankelijk hadden deze 129- en 247 cc tweetaktmotoren met hulpzuigers (het Bekamo-principe). Later, nadat Scheihing het bedrijf in 1925 had verkocht aan Bergmüller, ook motorblokken van 246- tot 548 cc van Blackburne, JAP en Küchen.
In 1930 namen de UT-werknemers Hugo Schwenk en Johann Schnurle het merk over. De fabriek kreeg van rijkswege een verbod op de toepassing van Engelse motorblokken, waardoor men op Küchen- en Bark-blokken overstapte.
Vanaf 1949 werden voornamelijk Sachs- en ILO-tweetaktmotoren tot 248 cc toegepast. Toen Schwenk in 1962 overleed eindigde de productie, hoewel er nog tot 1968 onderdelen werden gemaakt.